# Tetraonyx decorata
Tetraonyx decorata là một loài bọ cánh cứng trong họ Meloidae. Loài này được Kirsch miêu tả khoa học năm 1866.